# Italijanske državne železnice
Italijanske državne železnice (kratica FS; italijansko Ferrovie dello Stato Italiane S.p.A; do 21. junija 2011 Ferrovie dello Stato S.p.A.) so italijansko podjetje, ki je upravitelj železniške infrastrukture in izvajalec železniškega prometa v državi. Vse upravljajo hčerinske družbe, kot sta Trenitalia in Mercitalia Rail. Družba v obliki holdinga je javno podjetje v obliki delniške družbe.